# الن هاجکین
الن هاجکین (انگلیسی: Alan Lloyd Hodgkin؛ ۵ فوریهٔ ۱۹۱۴ – ۲۰ دسامبر ۱۹۹۸) یک دانشمند اهل بریتانیا بود.
وی همچنین برنده جوایزی همچون جایزه نوبل فیزیولوژی و پزشکی شده است.